# Toy Story 3
Toy Story 3 – amerykański film animowany w reżyserii Lee Unkricha, mający światową premierę 18 czerwca 2010. Trzecia część serii Toy Story.
Produkcja została zrealizowana w cyfrowym 3D w studiu Pixar Animation Studios i Walt Disney Pictures. Film był nagrodzony dwiema Nagrodami Akademii Filmowej i był nominowany do tytułu najlepszego filmu 2010. W oryginalnej wersji dubbingu głosu bohaterom użyczyli m.in. Tom Hanks, Tim Allen i Joan Cusack.
Toy Story 3 jest pierwszym filmem animowanym, który zarobił ponad 1 mld dolarów USD.

## Opis fabuły
Chudy wspomina dzieciństwo Andy’ego, który obecnie ma 17 lat i za parę dni wyjeżdża na studia. Większość zabawek oddał nowym właścicielom, a ze sobą planuje zabrać Chudego, pozostawiając resztę zabawek na strychu. Mama Andy’ego myli jednak zabawki ze śmieciami. Chudy rusza na ratunek przyjaciołom.
Andy, Szeryf Chudy, Buzz Astral i pozostałe zabawki trafiają do przedszkola „Słoneczko”, gdzie wita ich m.in. Miś Tuliś, ośmiornica Giętki oraz Ken, który zakochuje się w lalce Barbie. Przechodzą z Sali Motylkowej (przeznaczonej dla starszych dzieci) do Sali Gąsienicowej (dla dzieci młodszych). Chudy ucieka ze „Słoneczka” latawcem. Gdy jest na zewnątrz, zabiera go dziewczynka imieniem Bonnie. W jej domu poznaje jednorożca-pluszaka, Begonię, Triceratopsa Trixie (komputeromaniaczkę), szmacianą lalkę Dolly i jeża uważającego się za aktora Barona von Cicho.
Tymczasem w „Słoneczku” okazuje się, że Sala Gąsienicowa jest Salą Tortur Dla Zabawek, natomiast Salę Motylkową można porównać do SPA. W nocy Buzz Astral orientuje się, że Tuliś i jego gang rządzą zabawkami w przedszkolu. Gdy wraca Chudy, który od klowna Chicha dowiaduje się o prawdziwej naturze Tulisia, zaczyna organizować ucieczkę.

## Obsada głosowa
- Tom Hanks – szeryf Chudy
- Tim Allen – Buzz Astral
  - Javier Fernández Peña – hiszpańskojęzyczny Buzz Astral
- Joan Cusack – Jessie
- Don Rickles – pan Bulwa
- Estelle Harris – pani Bulwa
- John Ratzenberger – Hamm
- Blake Clark – Cienki
- Wallace Shawn – Rex
- Ned Beatty – Miś Tuliś
- John Morris – Andy Davis
- Jodi Benson – Barbie
- Michael Keaton – Ken
- Emily Hahn – Bonnie Anderson
- Jeff Pidgeon – Obcy
- Woody Smith – Bobas
- Bonnie Hunt – Dolly
- Jeff Garlin – Begonia
- Timothy Dalton – pan Szpikulec
- Kristen Schaal – Trixie
- Charlie Bright – 
  - Pea-in-a-Pod,
  - mały Andy
- Amber Kroner – Pea-in-a-Pod
- Brianna Maiwand – Pea-in-a-Pod
- Bud Luckey – Chich
- Teddy Newton – Telefon
- Whoopi Goldberg – Giętka
- Richard Kind – Mól książkowy
- John Cygan – Twitch
- Jack Angel – Kloc
- Jan Rabson – Sparks
- Laurie Metcalf – pani Davis
- Bea Miller – Molly Davis
- Lori Alan – pani Anderson
- R. Lee Ermey – Sierżant
- Erik von Detten – Sid Phillips
- Lee Unkrich – pajacyk w pudełku
- Jack Willis – żaba

### Wersja polska
- Robert Czebotar – Szeryf Chudy

- Łukasz Nowicki – Buzz Astral
- Izabella Bukowska – Jessie
- Jan Kulczycki – pan Bulwa
- Barbara Zielińska – pani Bulwa
- Emilian Kamiński – Hamm
- Mieczysław Morański – Cienki
- Tomasz Sapryk – Rex
- Andrzej Grabowski – Miś Tuliś
- Adam Pluciński – Andy Davis
- Tamara Arciuch – Barbie
- Bartłomiej Kasprzykowski – Ken
- Wiktoria Gąsiewska – Bonnie Anderson
- Jarosław Domin – Obcy
- Barbara Lauks – Dolly
- Grzegorz Pawlak – pan Szpikulec
- Andrzej Chudy – Begonia
- Agnieszka Kunikowska – Trixie
- Zbigniew Konopka – Chich
- Jacek Kawalec – Telefon
- Anna Ułas – Giętka
- Tomasz Steciuk – Mól książkowy
- Piotr Bąk – Twitch
- Krzysztof Zakrzewski – Kloc
- Anna Sztejner – pani Davis
- Joanna Kopiec – Molly Davis
- Elżbieta Futera-Jędrzejewska – pani Anderson
- Jarosław Boberek – Sierżant
- Krzysztof Szczerbiński – 
  - Pajacyk w pudełku,
  - żaba

## Produkcja
Według warunków umowy ze studiem Pixar, wszystkie postaci filmowe stworzone przez Pixar były własnością Walt Disney Pictures. Ponadto Disney zachowywał prawa do kręcenia ewentualnych sequeli wszystkich filmów Pixara. W 2004, gdy sporne negocjacje między dwoma przedsiębiorstwami przeciągały się, ówczesny przewodniczący Disneya Michael Eisner zaproponował, aby w nowym studiu – Circle 7 Animation – rozpocząć produkcję nowego filmu.
W 2006 Disney nabył udziały w studiu Pixar, co uczyniło szefów Pixara odpowiedzialnymi za Disney Animation. Jakiś czas później studio Circle 7 Animation zostało zamknięte, a projekt filmu Toy Story 3 został zawieszony. John Lasseter, Andrew Stanton, Pete Docter, i Lee Unkrich spotkali się w miejscu, gdzie powstała pierwsza część filmu. Postanowili nawiązać współpracę nad filmem, a scenariusz do niego powstał przez jeden weekend.

## Wyróżnienia
Oscary 2010
- najlepszy film animowany – Lee Unkrich (nagroda)
- najlepsza piosenka – We Belong Together – muzyka i słowa: Randy Newman (nagroda)
- najlepszy film – Darla K. Anderson (nominacja)
- najlepszy scenariusz adaptowany – Michael Arndt, John Lasseter, Andrew Stanton i Lee Unkrich (nominacja)
- najlepszy montaż dźwięku – Tom Myers i Michael Silvers (nominacja)

Złote Globy 2010
- najlepszy film animowany – Lee Unkrich (nagroda)

BAFTA 2010
- najlepszy film animowany – Lee Unkrich (nagroda)
- najlepszy scenariusz adaptowany – Michael Arndt (nominacja)
- najlepsze efekty specjalne – Guido Quaroni, Michael Fong i David Ryu (nominacja)

Satelita 2010
- najlepszy film animowany lub produkcja wykorzystująca live-action (nagroda)
- najlepszy scenariusz oryginalny – Michael Arndt, Andrew Stanton, Lee Unkrich i John Lasseter (nominacja)